# Tipula illinoiensis
Tipula illinoiensis är en tvåvingeart som beskrevs av Alexander 1915. Tipula illinoiensis ingår i släktet Tipula och familjen storharkrankar. Inga underarter finns listade i Catalogue of Life.